# 湯口 (弘前市)
湯口（ゆぐち）は、青森県弘前市の大字で、旧中津軽郡相馬村の大字。郵便番号は036-1501。

## 地理
岩木川沿い南側の地域で、下湯口に隣接し、旧相馬村と弘前市の境界でもある。北は鳥井野、東は下湯口、南は藍内、西は黒滝に接する。

### 小字
小字として一ノ下り山・一ノ細川・一ノ安田・三ノ下り山・三ノ細川・二ノ下り山・二ノ細川・二ノ安田がある。

### その他
安田団地市営住宅から南側が昴（すばる）と呼ばれる地域で住宅地。地図で見れば湯口の北部に位置する。当地の小字ではなく、郵便番号がある。

## 歴史

### 沿革
- 1889年（明治22年） - 相馬村の大字になる。
- 1891年（明治24年） - 当時の記録では人口440・戸数71・厩35・学校1であった。
- 2006年（平成18年） - 弘前市への合併とともに弘前市の大字になる。

### 地名の由来
元来温泉があったことから。

## 世帯数と人口
2017年（平成29年）6月1日現在の世帯数と人口は以下の通りである。
| 大字             | 世帯数  | 人口  |
| ---------------- | ------- | ----- |
| 湯口（小字全域） | 270世帯 | 648人 |

## 施設

### 医療
- 三浦クリニック
- 笹整骨針灸院

### 福祉
- デイサービスセンター星の郷

### 商業
- ローソン弘前湯口店
- スーパー佐藤長相馬店

### 農協
- JA相馬村湯口
- JAグリーンプラザ

### 公共
- 湯口公民館
- 安田団地集会所

### 行政
- 湯口浄化センター

## 小・中学校の学区
市立小・中学校に通う場合、学区は以下の通りとなる。
| 大字 | 番・番地 | 小学校             | 中学校             |
| ---- | -------- | ------------------ | ------------------ |
| 湯口 | 全域     | 弘前市立相馬小学校 | 弘前市立相馬中学校 |

## 交通
- 弘南バス

湯口、野崎入口（弘前バスターミナル - 相馬・藍内・水木在家・ロマントピア線）停留所。